# Chlorečnan draselný
Chlorečnan draselný (synonymum Bertholetova sůl) je bílá krystalická látka s chemickým vzorcem KClO3. Je vysoce reaktivní. Pro své explozivní a silné oxidační vlastnosti se používá v pyrotechnice. Je jedovatý a používal se k hubení plevele. Vyrábí se elektrolýzou KCl nebo zaváděním Cl do teplého roztoku KOH (hydroxidu draselného). Při reakci s kyselinou šťavelovou se uvolňuje vysoce reaktivní a nestabilní ClO2.

## Rizika
Chlorečnan draselný je toxická a zdraví škodlivá látka, která znečišťuje životní prostředí. Může uvolňovat vysoce škodlivé sloučeniny chloru (viz výše).
Pro svoje oxidační vlastnosti hoří i pod vodou.
Chlorečnan draselný patří mezi látky (tzv. prekurzory výbušnin), které byly navrženy na zákaz prodeje obecné veřejnosti.

## Využití
Chlorečnan draselný se využívá hlavně v pyrotechnice, např. pro přípravu Molotovova koktejlu, dále pro výrobu sirek, a pro dnes již nepoužívané chlorátové trhaviny (směs KClO3 a organického paliva – například oleje, dřevěné moučky, vánočních prskavek...). V minulosti se využíval pro barvení kůže. Tuto látku využíval například Baťa.